# Turnerova cena
Turnerova cena (angl. The Turner Prize), která nese název po britském malíři J. M. W. Turnerovi, je každoročním oceněním britských výtvarníků do 50 let. Organizuje ji galerie Tate. Od počátku udělování v roce 1984, jde o nejsledovanější[zdroj⁠?!] umělecké ocenění ve Spojeném království.

## Vítězové
- 1984: Malcolm Morley
- 1985: Howard Hodgkin
- 1986: Gilbert & George
- 1987: Richard Deacon
- 1988: Tony Cragg
- 1989: Richard Long
- 1990: cena nebyla udělena
- 1991: Anish Kapoor
- 1992: Grenville Davey
- 1993: Rachel Whiteread
- 1994: Antony Gormley
- 1995: Damien Hirst
- 1996: Douglas Gordon
- 1997: Gillian Wearing
- 1998: Chris Ofili
- 1999: Steve McQueen
- 2000: Wolfgang Tillmans
- 2001: Martin Creed
- 2002: Keith Tyson
- 2003: Grayson Perry
- 2004: Jeremy Deller
- 2005: Simon Starling
- 2006: Tomma Abts
- 2007: Mark Wallinger
- 2008: Mark Leckey
- 2009: Richard Wright
- 2010: Susan Philipsz
- 2011: Martin Boyce
- 2012: Elizabeth Price
- 2013: Laure Prouvost
- 2014: Duncan Campbell
- 2015: Assemble
- 2016: Helen Marten
- 2017: Lubaina Himid
- 2018: Charlotte Prodger